# Praha-Jinonice (železniční zastávka)
Praha-Jinonice je železniční zastávka na trati označované číslem 122, která spojuje pražské hlavní nádraží s Hostivicemi. Nachází se v jihozápadní části hlavního města Prahy, na území městské části Praha 5, při hranici čtvrtí Jinonice a Radlice. 

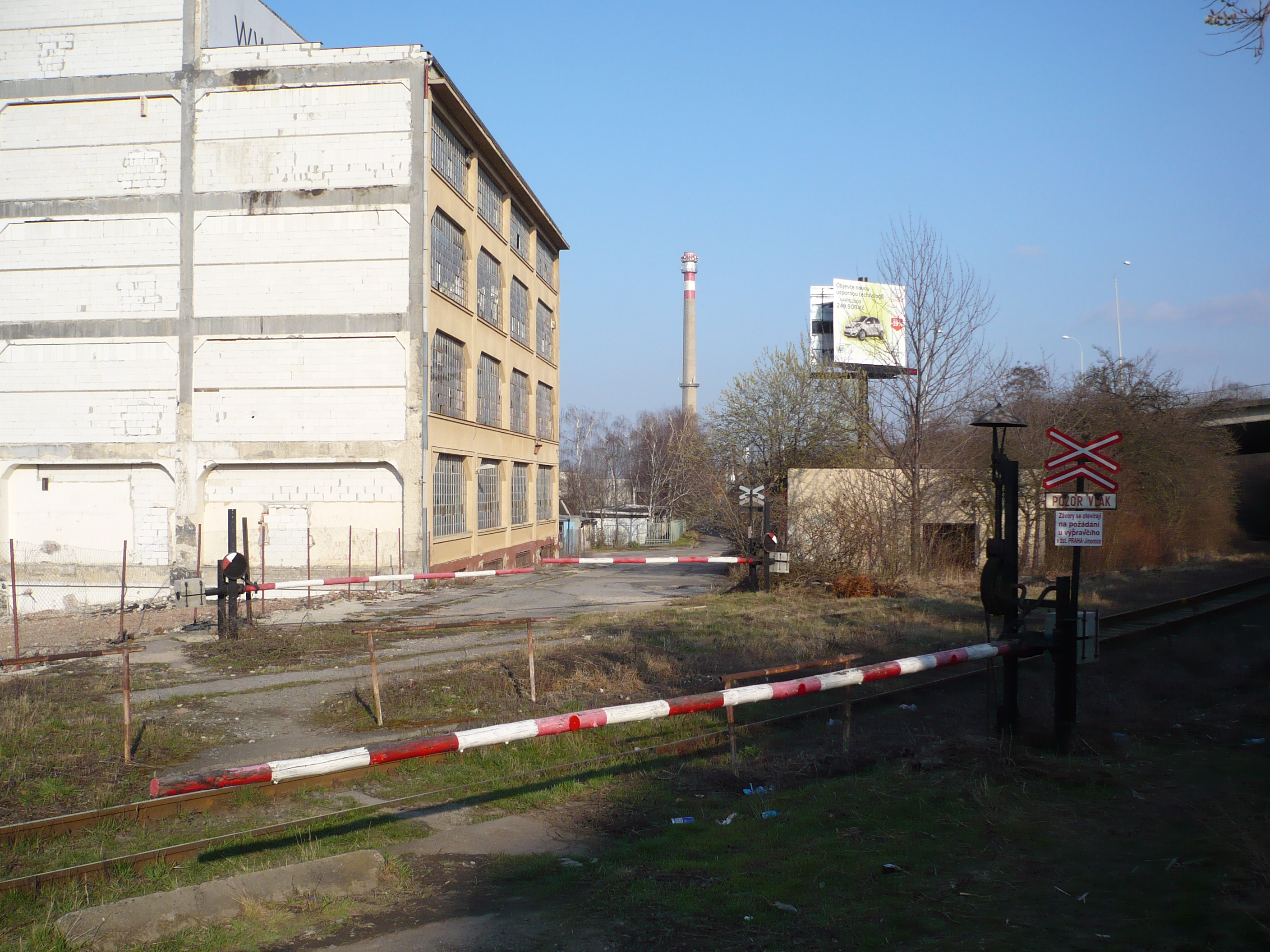
Praha, Jinonice, železniční přejezd s trvale uzavřenými závorami (2009)

Zastávka je součástí železniční stanice Praha-Waltrovka.
V místech současné zastávky býval železniční přejezd se závorami. Byl používán víceméně pouze chodci, zaměstnanci továrny Motorlet/Walter, kteří tudy chodili mezi objektem továrny a „detašovananým“ pracovištěm prototypové výroby (bývalá Tresoria). Závory bývávaly od 70. let 20. století zvednuty pouze při „mimořádných“ událostech, resp. pouze na požádání výpravčího z jinonického nádraží (dnes Praha-Waltrovka). V pozdějších letech byla „vozovka“ z tohoto přejezdu zcela odstraněna. Přejezd byl při rekonstrukci upraven na pouhý přechod pro chodce. Vlečková odbočka do továrny Walter (při její demolici) byla zrušena.[zdroj?]
Zastávka vznikla roku 2018 v rámci rekonstrukce tratě, během níž byly opravovány na dva viadukty v jiném místě tratě. Do té doby nesla totožný název jiná stanice ležící od stávající východním směrem za Radlickou ulicí. Důvodem přesunu byla probíhající přestavba někdejšího průmyslového areálu firmy Walter na kancelářské i bytové objekty a dále snaha umožnit cestujícím pohodlnější přestup na metro ve stanici Jinonice.
Nástupiště zastávky má délku 90 metrů a jeho hrana je ve výšce 550 milimetrů nad temenem kolejnice. Navíc je vybaveno přístřeškem pro cestující.